# Bliss (yacht)
M/Y Bliss är en superyacht tillverkad av Feadship i Nederländerna. Hon sjösattes i maj 2021 och levererades i augusti till sin ägare Evan Spiegel, en amerikansk IT-entreprenör.
Hon designades exteriört av De Voogt Naval Architects medan interiören designades av Rémi Tessier. Den är 94,75 meter lång och har en besättning på 41 besättningsmän.